# Grubasy
Grubasy (hiszp. Gordos) – hiszpański film komediowy z 2009 roku w reżyserii i według scenariusza Daniela Sáncheza Arévalo. Fabuła filmu opowiada o terapii grupowej ludzi, którzy walczą z problemem otyłości. Zdjęcia kręcono w Santander oraz w regionie Madrytu (Boadilla del Monte, Getafe).
Obraz otrzymał osiem nominacji do nagród Goya i ostatecznie jedną statuetkę - za najlepszą drugoplanową rolę męską dla Raúla Arévalo.

## Obsada
- Antonio de la Torre jako Enrique
- Roberto Enríquez jako Abel
- Verónica Sánchez jako Paula
- Raúl Arévalo jako Álex
- Leticia Herrero jako Sofía
- Fernando Albizu jako Andrés
- Pilar Castro jako Pilar
- Adam Jezierski jako Luis
- Marta Martín jako Nuria
- Teté Delgado jako Beatriz
- Roberto Álamo jako Párroco
- Seidina Mboup jako Cheick
- Miguel Ortiz jako Jesús

i inni

## Nagrody i nominacje
24. ceremonia wręczenia nagród Goya
- nagroda: najlepszy aktor drugoplanowy − Raúl Arévalo
- nominacja: najlepszy scenariusz oryginalny − Daniel Sánchez Arévalo
- nominacja: najlepszy aktor − Antonio de la Torre
- nominacja: najlepsza aktorka drugoplanowa − Pilar Castro
- nominacja: najlepsza aktorka drugoplanowa − Verónica Sánchez
- nominacja: najlepszy debiutujący aktor − Fernando Albizu
- nominacja: najlepsza debiutująca aktorka − Leticia Herrero
- nominacja: najlepszy montaż − Nacho Ruiz Capillas i David Pinillos